# Pteronemobius jacobsoni
Pteronemobius jacobsoni är en insektsart som beskrevs av Lucien Chopard 1927. Pteronemobius jacobsoni ingår i släktet Pteronemobius och familjen syrsor. Inga underarter finns listade i Catalogue of Life.